# Liên đại Hiển sinh

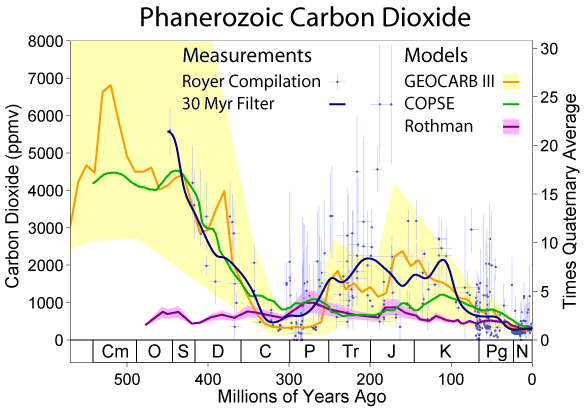
Sự biến đổi của nồng độ dioxide cacbon trong không khí.

Liên đại Hiển Sinh (Phanerozoic hay đôi khi là Phanaerozoic) là một thời kỳ trong niên đại địa chất mà trong đó sự sống động vật phong phú đã tồn tại. Nó chiếm khoảng 545 triệu năm và bắt đầu tại khoảng thời gian khi mà các động vật vỏ cứng đa dạng lần đầu tiên xuất hiện. Liên đại Hiển Sinh hiện nay vẫn đang tiếp diễn. Các tên gọi Phanerozoic hay Phanaerozoic có nguồn gốc từ tiếng Hy Lạp Φανεροζωικός có nghĩa là sự sống thấy được, liên quan tới số lượng sinh vật lớn kể từ sự bùng nổ kỷ Cambri. Khoảng thời gian trước khi bắt đầu liên đại Hiển Sinh được gọi chung là thời kỳ tiền Cambri (hiện nay đã được phân chia thành các liên đại như Hỏa Thành, Thái Cổ và Nguyên Sinh). Thời gian chính xác của ranh giới giữa liên đại Hiển Sinh và thời kỳ tiền Cambri là vẫn chưa hoàn toàn chính xác.

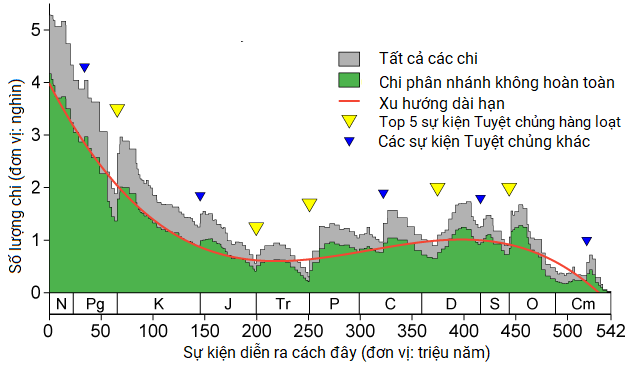
Trong liên đại Hiển Sinh, sự đa dạng sinh học thể hiện sự gia tăng vững chắc nhưng không đều từ gần như bằng 0 tới vài chục ngàn chi.

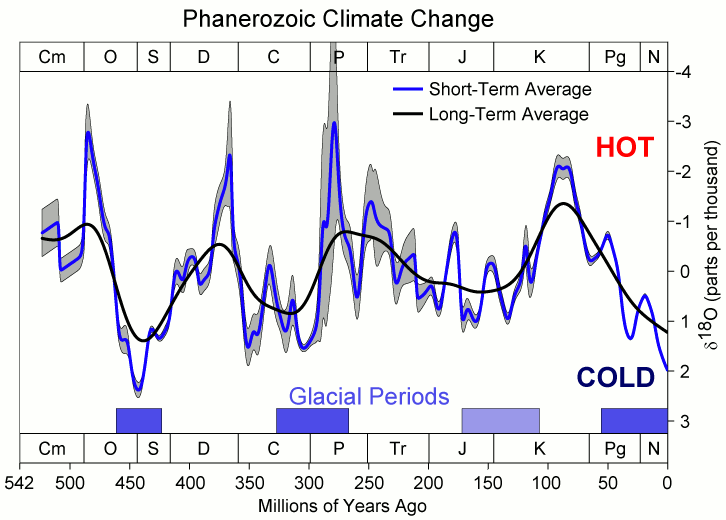
Sự biến đổi của khí hậu trong liên đại Hiển Sinh

Trong thế kỷ 19, ranh giới này được thiết lập tại điểm phát hiện được các hóa thạch của động vật đa bào (phân giới Metazoa) phong phú đầu tiên. Nhưng vài trăm đơn vị phân loại của các động vật đa bào thời kỳ tiền Cambri đã được nhận dạng kể từ khi nghiên cứu hệ thống hóa các dạng này bắt đầu trong thập niên1950. Phần lớn các nhà địa chất và cổ sinh vật học vì thế có thể thiết lập ranh giới tiền Cambri-liên đại Hiển Sinh hoặc là tại thời điểm kinh điển khi mà các loài trùng ba thùy và archaeocyatha (các sinh vật biển tạo đá ngầm, không cuống) đầu tiên xuất hiện; hay vào lúc xuất hiện lần đầu tiên của các sinh vật phức tạp kiếm ăn trong hang gọi là Trichophycus pedum; hoặc tại thời điểm xuất hiện lần đầu tiên của một nhóm các dạng sinh vật được ngụy trang trong áo giáp, nói chung rời rạc, nhỏ được gọi chung là quần động vật có vỏ nhỏ. Ba điểm phân chia khác nhau này cách nhau khoảng vài triệu năm.
Liên đại Hiển Sinh được chia thành ba đại — đại Cổ Sinh, đại Trung Sinh và đại Tân Sinh.
Khoảng thời gian của liên đại Hiển Sinh bao gồm sự nổi lên nhanh chóng của một loạt các ngành động vật; sự tiến hóa của các ngành này thành các hình thái rất đa dạng và khác nhau; sự nổi lên của thực vật sống trên đất liền; sự phát triển của các thực vật phức tạp; sự tiến hóa của cá; sự nổi lên của động vật sống trên đất liền và sự phát triển của các quần động vật hiện đại. Trong thời kỳ này, các lục địa trôi dạt lại gần nhau, sau đó tập hợp lại thành một khối đất duy nhất có tên gọi là Pangaea để rồi sau đó lại chia cắt ra thành các vùng đất của các châu lục như ngày nay.